# André Ier de Chauvigny
 (novembre 2016).
Si vous disposez d'ouvrages ou d'articles de référence ou si vous connaissez des sites web de qualité traitant du thème abordé ici, merci de compléter l'article en donnant les références utiles à sa vérifiabilité et en les liant à la section « Notes et références ».
André de Chauvigny (1150–1202) est un seigneur poitevin au service du roi d'Angleterre Richard Cœur de Lion.

## Biographie
Il est le quatrième fils de Pierre-Hélie de Chauvigny. Sa mère n'est pas attestée.
André de Chauvigny fut marié une première fois, sans que l'on puisse savoir ni la date ni le nom de la mariée, mais en 1188, il est veuf.
En 1189, il épouse en secondes noces Denise de Déols de Châteauroux (1173–1206/07), fille de Raoul VI de Déols et veuve de Beaudoin de Reviers 3e comte de Devon (1173–1188).
De ce mariage, il eut trois enfants : 
- Guillaume Ier de Chauvigny (1188-1233), seigneur de Déols, Châteauroux, Châteaumeillant et Issoudun en 1188. Il est signalé dans la charte CCCLXXXIII du Cartulaire d'Aureil[3] en 1189, où il participe à la résolution d’un conflit entre les Chanoines de Neuvy et ceux d’Aureil au sujet de l’église d’Ejouet, en tant que Guillaume de Déols.
- André II de Chauvigny (1190-1251),
- Bertrand de Chauvigny (1195-1224).

Il participe à la troisième croisade et après la mort du roi Richard en 1199, lorsqu'en 1200, par le traité du Goulet, Jean sans Terre cède sa suzeraineté sur les fiefs du Berry à Philippe Auguste, André de Chauvigny décide de prêter hommage au roi de France et au duc Arthur Ier de Bretagne pour ses autres fiefs. Parti soutenir Arthur contre le roi Jean, son oncle et rival dans la succession de Richard, celui-ci les fait prisonniers en 1202 à la bataille de Mirebeau, et ils disparaissent tous deux en captivité à Rouen la même année.